# Draguignan
Draguignan (francia kiejtéssel: [dʁa.ɡi.ɲɑ]) város  Délkelet- Franciaországban, a Provence-Alpes-Côte d’Azur régióban.

## Fekvése
Saint-Tropez-től 42 km-re, Nizzától 80 km-re fekvő település.

## Nevének eredete

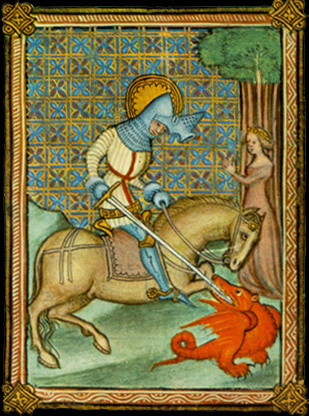

A legenda szerint a város neve a latin "Draco/Draconem" (sárkány) szóból származik: Szent Hermentaire püspök (Szent György) itt ölte meg a sárkányt ezzel megmentve az embereket.

## Földrajz
A tengerszint feletti magassága 200 m. A legmagasabb hegy Draguignan városa közelében a Malmont (551 m). A Draguignan melletti fő folyó pedig a Nartuby.
A város egy  északnyugati-délkeleti fekvésű mintegy 2 km széles völgyben fekszik.

## Története

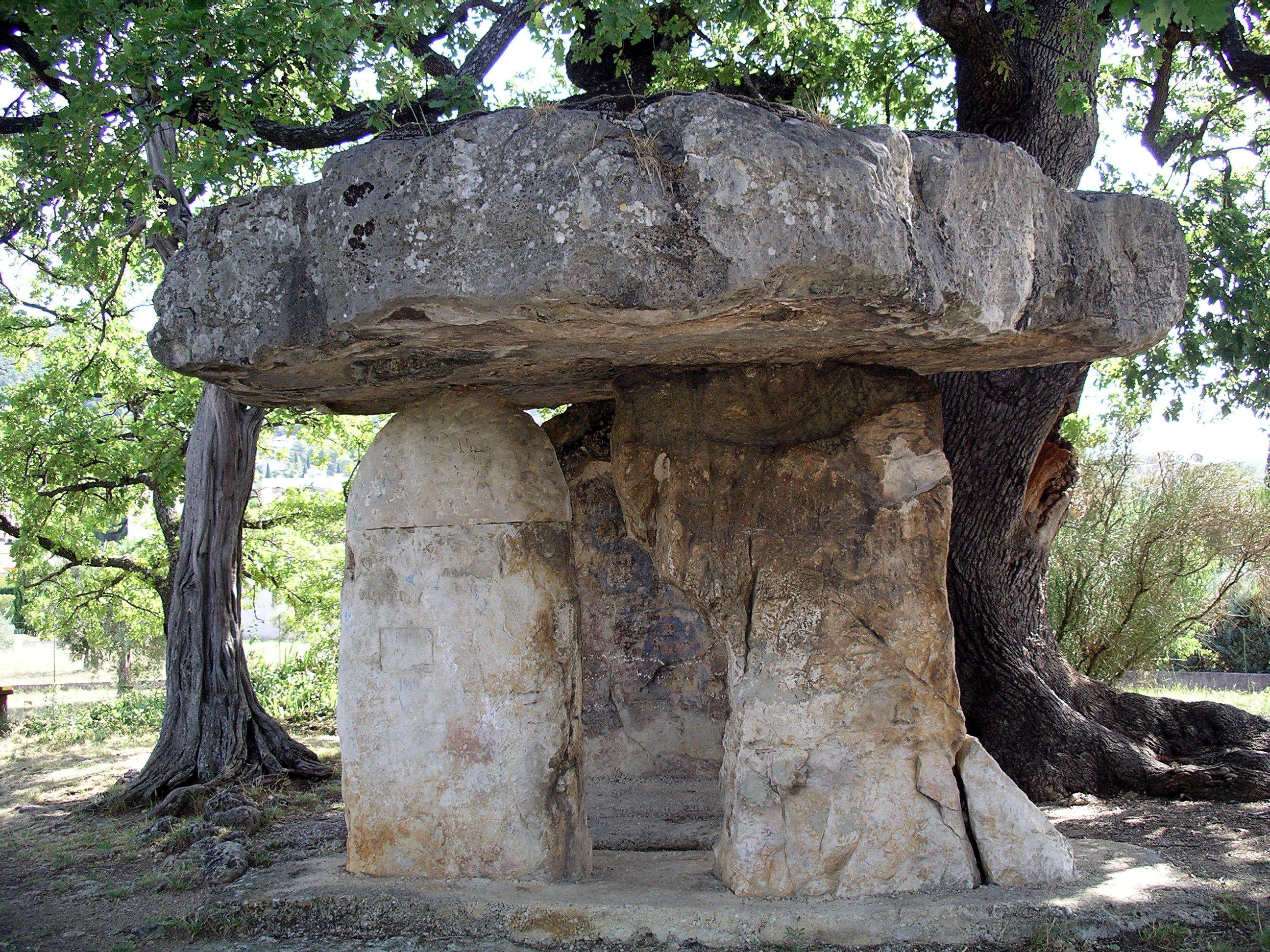
Egy ősi dolmen a környékről

Draguignan ("Dragonianum") nevét 909-ben említették először az oklevelekben.
A terület már a neolit korban lakott volt. A régészeti feltárások során Draguignan területén menhireket és dolmeneket találtak.
A történészeknek és régészeknek Draguignan római kor előtti időszakáról viszonylag kevés adatuk van. A vaskorban, (ie 700 körül) száraz kőből épített kis erődített falvak épültek itt a völgyre néző hegyoldalakban. A 3. században az északikelta népek és a Ligurians a Salyens, kelta-Ligur népek lakóhelye volt.

## Római kor
A római időkben Draguignanon át vezetett az Olaszországot Spanyolországgal összekötő római út, mely Fréjus-t és Ampust érintve szelte át a Draguignan körüli medencét.
Draguignan területén egykor gazdag római villák álltak (köztük a Szent Hermentaire által alapított település), régi római légiósok házaival. Itt már akkor szőlőbel és olajfákkal beültetett, mezőgazdasági területek voltak, melyeknek nyomai később napvilágra kerültek.

## Középkor
990 körül Fréjus püspökének, Riculphenek irányításával építették újjá a várost. 970–1245 között a Provence-i grófok birtokában volt. A 12. században a katalán dinasztia, a korai 13. század után két megye uniója, s a Draguignan hűbérurak, majd a Savoy hercegség területe volt.
A középkorban Draguignan egy kis falu volt, amelynek lakói olajbogyó és szőlő termesztésből éltek.  A francia forradalom idején; 1790 elején Draguignan lett a "prefektúra" (Var) központja . Az marad egészen 1974-ig.

## Itt születtek, itt éltek
- Kisfaludy Sándor testőrtisztként, mikor a milánói vár ostromakor francia hadifogságba került, ide Draguignanba szállították. Itt töltött életét "Francia fogságom" című naplójában írta le.
- Georges Clemenceau 25 éven át volt a város, illetve a megye képviselője, majd szenátora. Bronzszobrát Rodin formázta meg.
- Charles Abel Douay francia tábornok itt született.
- Hippolyte Mège Mouriès, francia vegyész, a margarin feltalálója 1817. október 24-én itt született.
- Georges Eugène Haussmann Draguignan prefektusa volt 1849-1850 között.

## Galéria

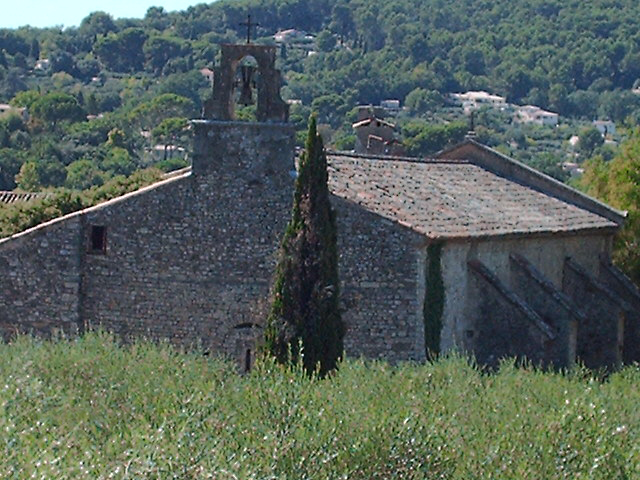
Saint Hermentaire kápolna
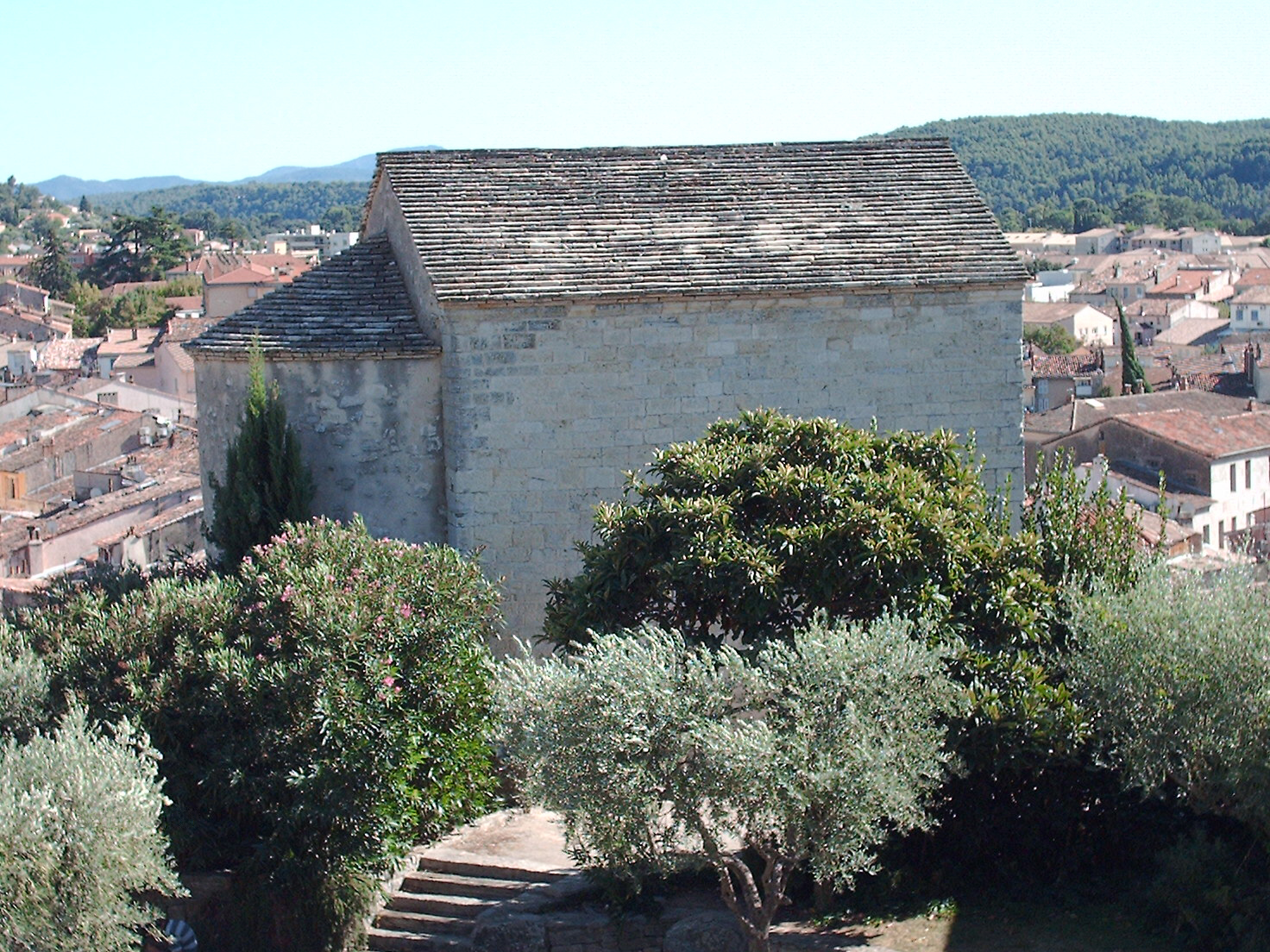
Saint Sauveur kápolna
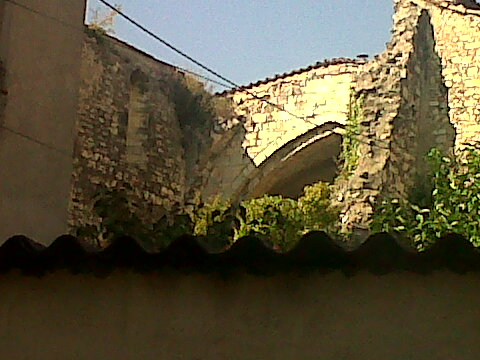
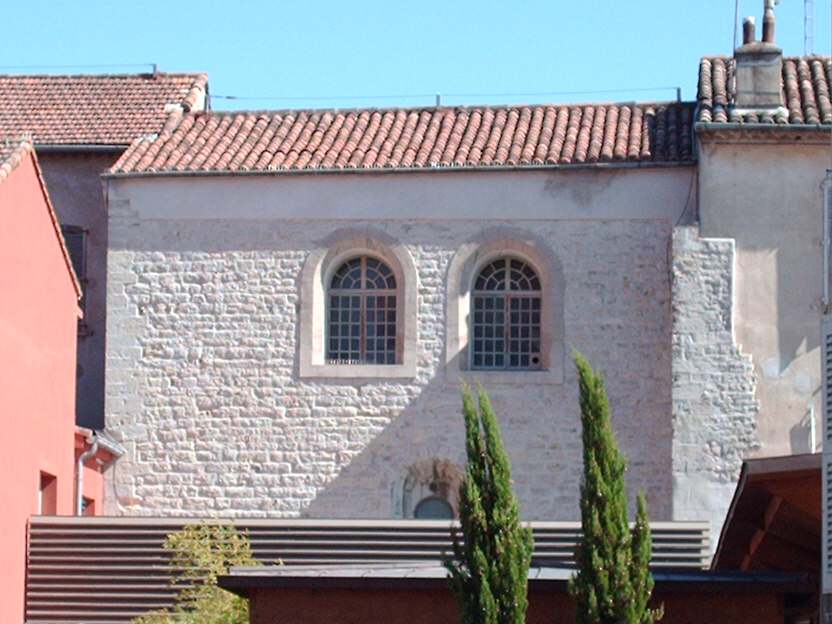
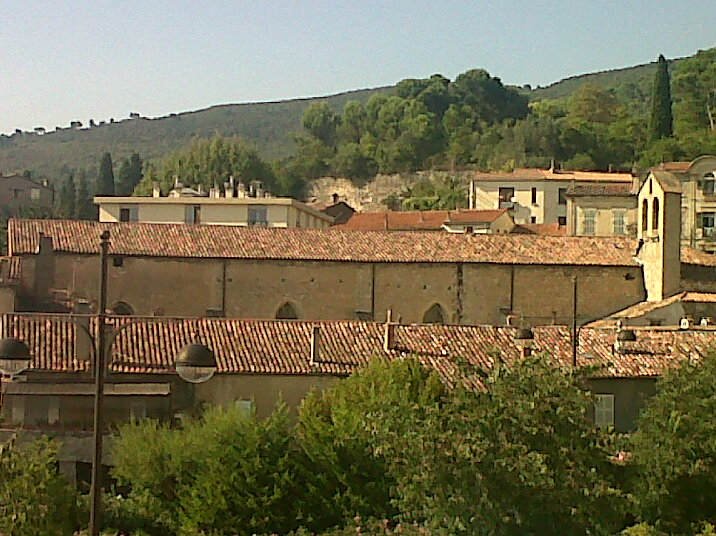
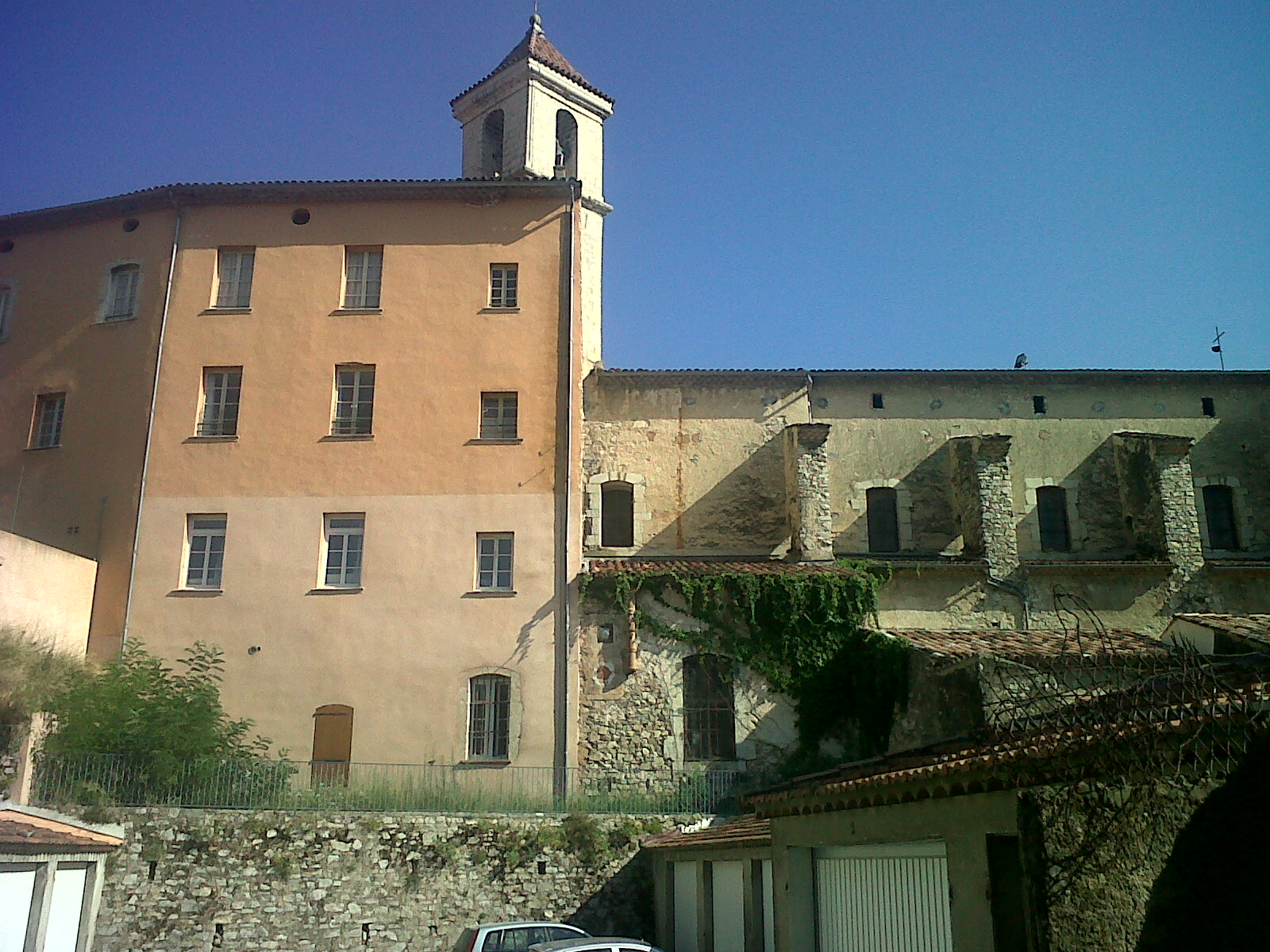
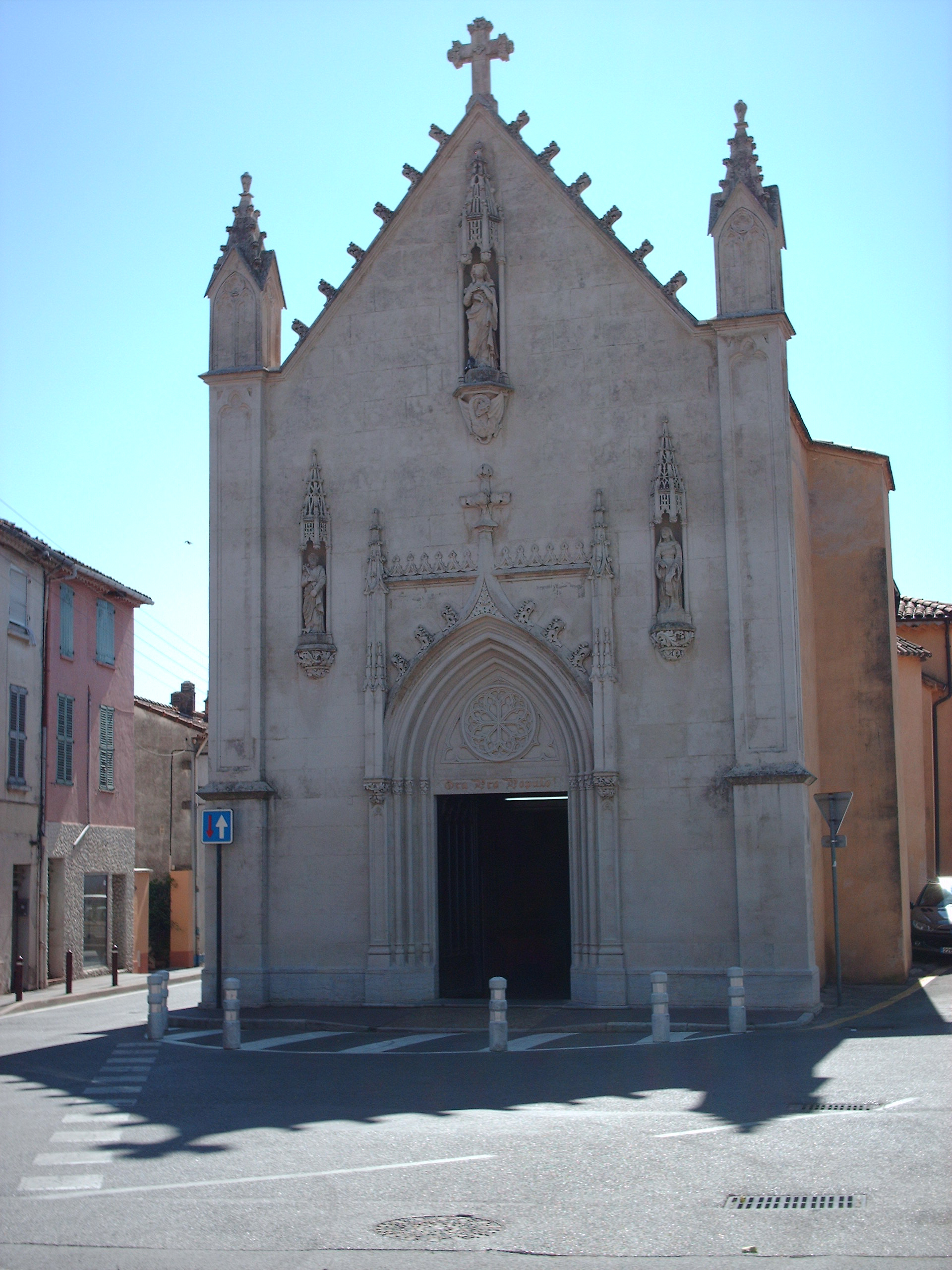
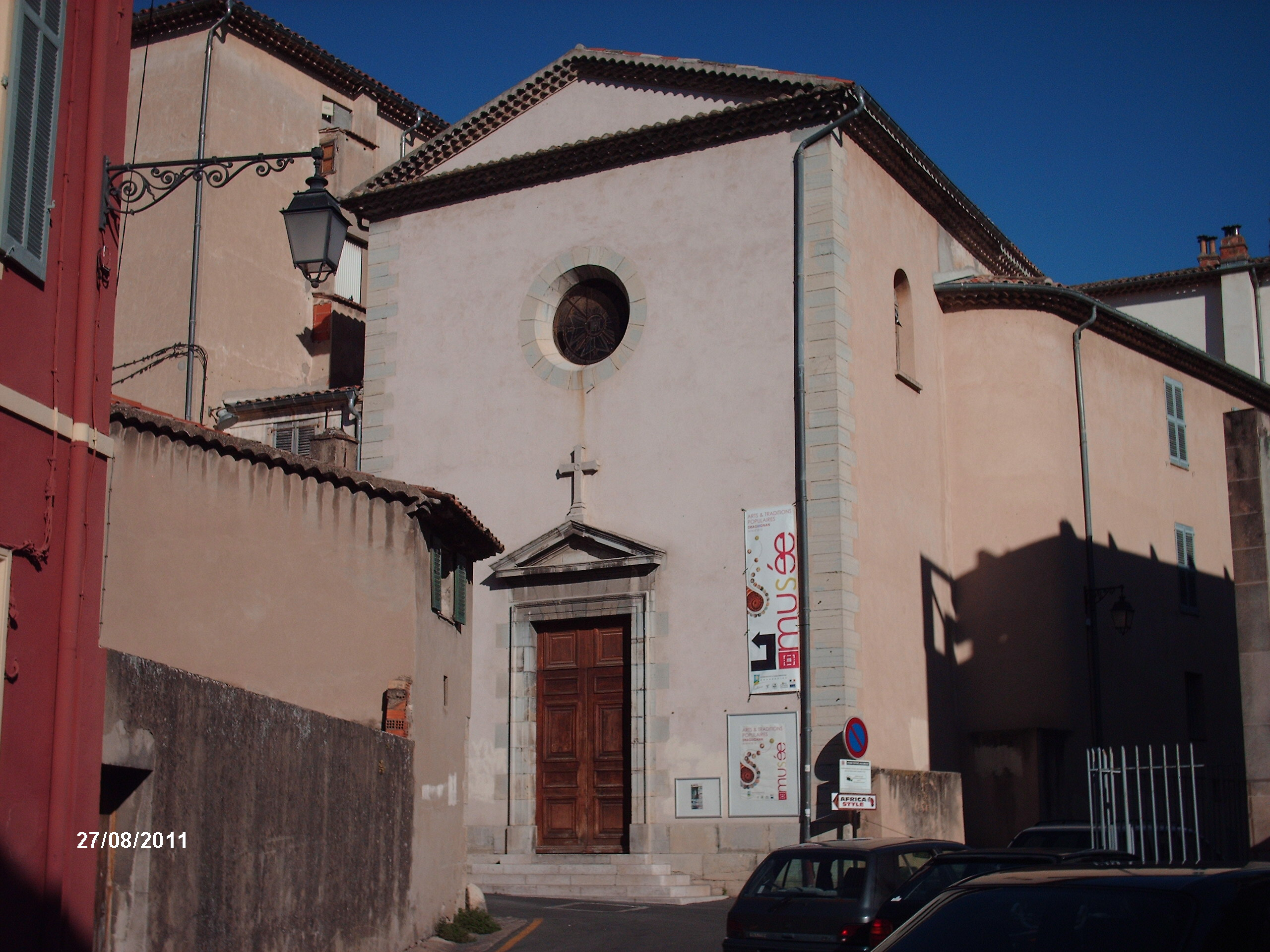